# Frank Peñas Arias
Frank Peñas Arias (Valladolid, España; 2 de abril de 1991) es un escritor español, fundador de la editorial T-Raptor y autor de los universos Shinigami y Somnus. 

## Biografía
Frank Peñas Arias nació en la localidad de Valladolid el 2 de abril de 1991, donde vive a día de hoy. En el año 2014 publicaría su primera novela, Shinigami, la cual le permitiría fundar, junto a su compañero el ilustrador Javier Monja, su propia editorial en 2015. El nombre de la editorial, T-Raptor, viene del propio dinosaurio que se emplea para el logo. Además, el juego de palabras T-Raptor se refiere al hecho de que las historias que publican raptan al lector. 
Actualmente se han publicado dos sagas literarias, a las que el autor se refiere como universos, diferenciadas tanto por el público al que van dirigidas como por la temática que tratan. Para diferenciarlos basta con fijarse en el color del dinosaurio que se ve en el lomo de cada libro, ya que cambia dependiendo del universo al que pertenece.

### Universo Shinigami
Actualmente la componen cuatro obras estrechamente relacionadas entre sí:
- Shinigami (2014)  Catalogada como novela de suspense e intriga, nos transporta a una España decadente en la que la crisis económica ha traído consigo una ola de delincuencia y corrupción sin precedentes. Policías, asesinos, mafiosos, niños y justicieros forman la red de personajes que atraparan al lector.
- Shinigami Géminis (2015) Segunda parte de la rama principal. Transcurre inmediatamente después de los hechos narrados en la anterior. Shinigami Géminis supone una obra más intrigante y elaborada que su predecesora, además de establecer las bases de una mitología propia y urbana que enriquece el propio universo creado.
- Byakko, el tercer Shinigami (2015) Manga basado en uno de los personajes más relevantes de Shinigami Géminis. Trata los inicios de un justiciero que no tiene reparos en hacer sangrar al mundo más bajo de la sociedad.
- Leviatán (2016) Se aleja de la novela de intriga para ofrecernos un terror psicológico que nos recuerda a las obras de Lovecraft o de Poe. Cada capítulo supone una historia diferente que aparentemente no guarda relación con las demás, hasta que al final se entrelazan entre sí, además de ofrecer un nexo con la saga Shinigami, en concreto con su segunda parte.
- Pluma Carmesí (2017) A modo de diario de viajes, nos cuenta la vida cotidiana de Alberto Aguirre Moreno, conocido también como el asesino de la Pluma Carmesí, personaje que aparece en Shinigami y que coge mucha fuerza en Géminis. Pluma Carmesí es un interesante acercamiento al personaje, pues su autor logra hacernos empatizar con él y creer que estamos leyendo los pensamientos de un asesino real.

### Universo Somnus
Somnus es un universo de fantasía épica medieval en el que la magia es la gran protagonista. 
- Somnus: Ecos del mañana (2016) Primera parte de una saga de fantasía. En ella Leon Wilde, un niño como otro cualquiera, es transportado a Somnus después de haber caído en coma. En Somnus los humanos no son los únicos seres evolucionados intelectualmente, sino que conviven con otras especies basadas en animales que todos conocemos, como conejos (llamados Rakän), cocodrilos (Khaikrök), etc. En Somnus la magia ha sido prohibida después de un cataclismo relacionado con ella; todo aquel que nazca con ese don es sentenciado a muerte por el Tribunal de Justicia Ciega. Leon descubrirá que puede llegar a aprender a controlar el poder que late en su interior, un poder que parece ser la clave para regresar junto a su familia. Al igual que ocurre con la saga Shinigami, en Somnus Leon no es el único protagonista. Cada capítulo de la novela supone el punto de vista de un personaje diferente, cuyas historias se entrelazan para dar vida a una aventura intensa.
- Somnus: El crepúsculo de Insomnia (2017) Segunda parte de Somnus. En ella se retoma la historia desde el momento en el que la dejó la anterior.
- El Pacto de Dashuria (2017) Fábula repleta de sentimientos y con una moraleja al final en la que se cuenta la historia de Guille, un niño que ha perdido a su madre. Su padre ha encontrado el amor en otra mujer, lo que produce rechazo en Guille. El día de la boda se verá seducido por una dríade, que asegura tener el poder de hacerle feliz. Cuando el pacto de Dashuria es sellado, la vida del muchacho cambia para siempre.